# 王纲 (辽朝)
王纲，辽朝官员，燕京人，王泽之子。
重熙五年（1036年），辽兴宗至元和殿殿试，王纲进士及第。重熙十年（1041年），奉命和右监门卫上将军萧福善以光禄少卿、崇文馆直学士头衔入北宋贺乾元节。重熙十四年（1045年），担任枢密直学士、中书舍人、史馆修撰和保静军节度使耶律翰出使宋朝，带着西征获得的马三百匹、羊二万只、九龙车一乘在紫宸殿被宋仁宗会见。重熙二十二年（1053年），为父亲写墓志铭。他和姚景熙、冯立崇信佛教，被辽兴宗信任。